# ابمال (مشهد)
ابمال (مشهد)، روستایی از توابع بخش رضویه شهرستان مشهد در استان خراسان رضوی ایران است.
شرکت تعاونی روستایی خیام در این روستا مشغول به فعالیت می‌باشد

## جمعیت
این روستا در دهستان آبروان قرار دارد و براساس سرشماری مرکز آمار ایران در سال ۱۳۸۵، جمعیت آن ۱٬۱۷۹ نفر (۲۷۳خانوار) بوده‌است.